# Micheil Kukutarija
Micheil Nikołajewicz Kukutarija (ros. Михаил Николаевич Кукутария, ur. 1900 w Poti, zm. 1962 w Tbilisi) – funkcjonariusz radzieckich służb specjalnych, pułkownik, ludowy komisarz spraw wewnętrznych Adżarskiej ASRR (1938-1939), ludowy komisarz/minister bezpieczeństwa państwowego Adżarskiej SRR (1945-1948).

## Życiorys
Z pochodzenia Gruzin. Od czerwca 1921 funkcjonariusz gruzińskiej Czeki, od września do grudnia 1921 pracownik kutaiskiej gubernialnej Czeki, następnie biura politycznego powiatowej Czeki w Poti. Od kwietnia do września 1922 funkcjonariusz Wydziału Specjalnego Czeki w Tbilisi, od września do grudnia 1922 pracownik punktu pogranicznego, od grudnia 1922 do czerwca 1925 ponownie pracownik biura politycznego powiatowej Czeki w Poti, od czerwca 1925 do lutego 1928 szef powiatowego punktu informacyjnego Czeki/GPU w Zugdidi, od marca 1926 w WKP(b), 1927 skończył eksternistycznie szkołę w Zugdidi. Od lutego 1928 do kwietnia 1929 szef miejskiego/rejonowego oddziału GPU w Gori, od kwietnia do października 1929 szef rejonowego oddziału GPU w Cziaturze, od października 1929 do listopada 1930 szef rejonowego oddziału GPU w Zestaponi, od listopada 1930 do lutego 1932 w centrali GPU Gruzińskiej SRR w Tbilisi. Od lutego 1932 do lipca 1934 w GPU Adżarskiej ASRR, później NKWD Adżarskiej SRR, od 13 stycznia 1936 porucznik bezpieczeństwa państwowego, od lutego 1936 do 28 maja 1938 funkcjonariusz kaspijskiego rejonowego oddziału NKWD, od 17 sierpnia 1937 starszy porucznik bezpieczeństwa państwowego, od 28 maja 1938 szef Wydziału 2 Zarządu Bezpieczeństwa Państwowego (UGB) NKWD Gruzińskiej SRR, od 25 grudnia 1938 do 10 maja 1939 ludowy komisarz spraw wewnętrznych Adżarskiej SRR. Od 1939 do 29 stycznia 1940 szef Wydziału 2 UGB NKWD Gruzińskiej SRR, 19 lipca 1939 awansowany na kapitana bezpieczeństwa państwowego, od 29 stycznia 1940 do marca 1941 zastępca szefa Gruzińskiego Okręgu Pogranicznego NKWD ds. Wywiadu, następnie funkcjonariusz NKGB Gruzińskiej SRR, a od sierpnia 1941 do marca 1942 NKWD Gruzińskiej SRR, od 11 marca 1942 do maja 1943 szef Wydziału Wywiadowczego NKWD Gruzińskiej SRR, 5 maja 1942 awansowany na majora bezpieczeństwa państwowego. Od 6 lipca 1943 do 26 lipca 1945 szef Wydziału 1 NKGB Gruzińskiej SRR, 14 lutego 1943 mianowany pułkownikiem bezpieczeństwa państwowego, od 26 lipca 1945 do czerwca 1948 ludowy komisarz/minister bezpieczeństwa państwowego Adżarskiej SRR, następnie na emeryturze w Tbilisi. W lutym 1952 aresztowany, poddany śledztwu, w marcu 1953 zwolniony.

## Odznaczenia
- Order Lenina
- Order Czerwonego Sztandaru (3 listopada 1944)
- Order Wojny Ojczyźnianej I klasy (3 grudnia 1944)
- Order Czerwonego Sztandaru Pracy (20 września 1943)
- Order Wojny Ojczyźnianej II klasy (24 lutego 1946)
- Order Czerwonej Gwiazdy (dwukrotnie - 22 lipca 1937 i 8 marca 1944)
- Odznaka "Honorowy Funkcjonariusz Czeki/GPU (XV)" (11 stycznia 1937)

I 4 medale.